# William Jones (Orientalist)

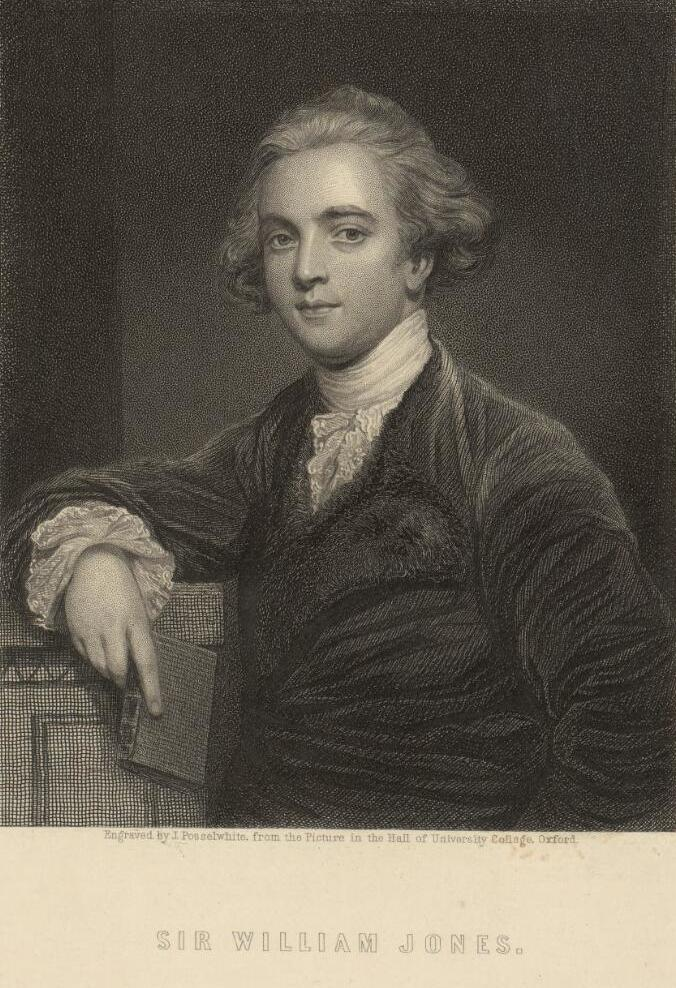
William Jones. Stich von James Posselwhite, um 1840

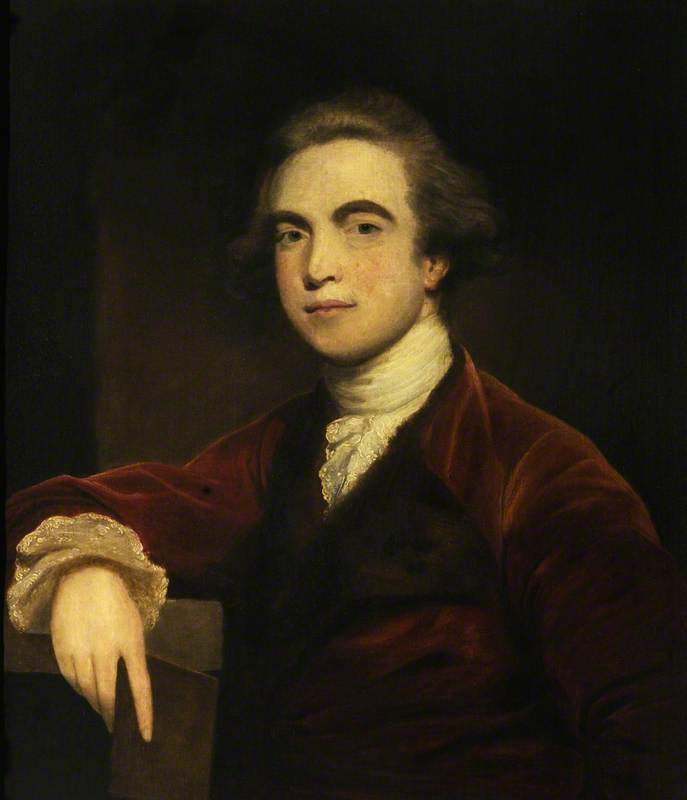
Posthumes Ölgemälde von William Jones. Von John Linnell nach einem Stich Joshua Reynolds’ angefertigt

Sir William Jones (* 28. September 1746 in London; † 27. April 1794 in Kalkutta) war ein walisischer Jurist und betätigte sich als Philologe. Ab 1783 war Jones Richter am Obersten Gericht von Bengalen. Im Folgejahr gründete Jones die Asiatic Society. Er leistete Grundlagenforschung zur indogermanischen Sprachfamilie und legte 1786 in einer Rede dar, dass die Sprachen Griechisch, Latein und Sanskrit einen gemeinsamen proto-indoeuropäischen Ursprung haben. Jones beherrschte nach eigenen Angaben 28 Sprachen.

## Ausbildung und Karriere in England
William Jones’ Eltern waren die Waliserin Elizabeth Rowland und der walisische Mathematiker William Jones. Der Vater starb, als Jones drei Jahre alt war. Von 1753 bis 1764 besuchte Jones das Eliteinternat Harrow. Jones erwies sich als sprachbegabt und lernte Griechisch, Latein, Hebräisch und mehrere moderne Sprachen Europas.
Nach dem Internat begann Jones ein Studium am University College in Oxford, das er 1770 abschloss. Im September 1766 kam der persischstämmige Bengale I’tisam-ud-Din im Auftrag des Großmoguls Shah Alams II. nach London, um mit dem britischen König über die Aktivitäten der East India Company zu verhandeln. Der Oxford-Professor Thomas Hunt stellte den fremden Diplomaten seinem Musterstudenten Jones vor. In den folgenden Jahren lernte Jones von I’tisam-ud-Din Persisch und Arabisch.
Von 1770 bis 1773 bereitete sich Jones am Middle Temple auf eine Juristenlaufbahn vor. Währenddessen publizierte Jones Übersetzungen aus dem Persischen und Arabischen und verfasste Gedichte. Von 1774 bis 1783 praktizierte Jones als Barrister in London.

## Philologe

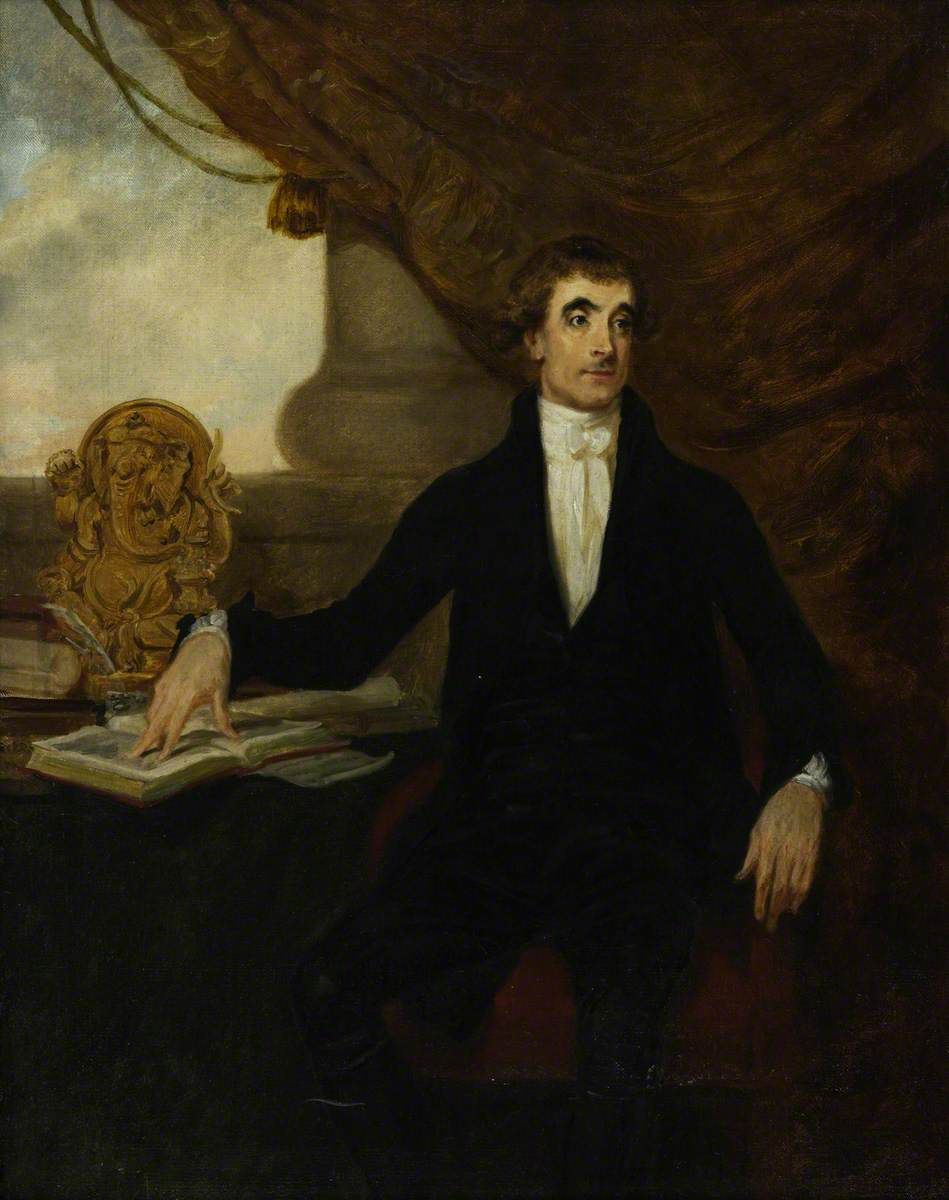
Von Arthur William Devis ein Jahr vor Jones’ Tod angefertigtes Ölgemälde. Jones sitzt am Arbeitstisch mit Ganesha-Statue vor Balkon mit Säule und Vorhang

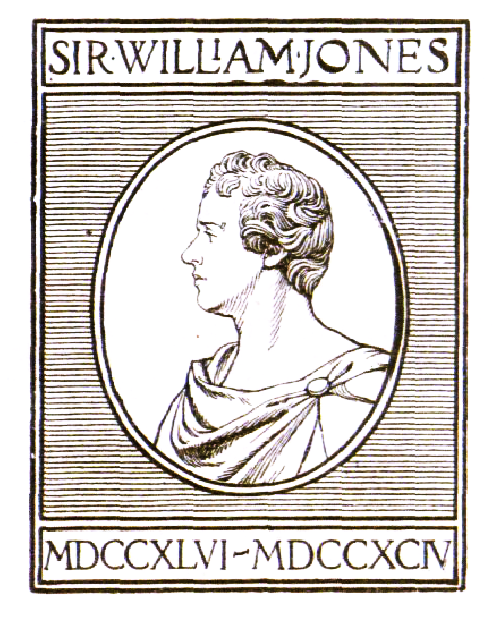
Logo auf der Titelseite des Journal of the Asiatick Society of Bengal von 1905

Noch während seines Studiums in Oxford übersetzte William Jones die vom persischen Hofhistoriker Mirza Mahdi in den 1750ern verfasste Geschichte der Kriege von Nader Schah Tarikh-i-Jahangoshay-i-Naderi. 1768 brachte der dänische König Christian VII. ein persisches Exemplar mit nach England und bat Jones um eine Übersetzung ins Französische. Jones’ Übersetzung erschien 1770 als L’histoire de Nader Chah. Jones veröffentlichte im Folgejahr A Grammar of the Persian Language. In der Einleitung lobt Jones das Persische als „reiche, melodische und elegante“ Sprache. Jones’ Grammar gilt als eines der ersten Werke, welches dem europäischen Publikum einen systematischen Zugang zu asiatischen Sprachen eröffnete. Jones bemängelte, dass das Persische trotz seiner hohen Qualität zum Zeitpunkt der Veröffentlichung in Europa noch kaum rezipiert worden sei.
1771 veröffentlichte der französische Orientalist Abraham Hyacinthe Anquetil-Duperron erstmals eine Übersetzung der Avesta – der heiligen Bücher des Zoroastrismus – in eine europäische Sprache. In Zend-Avesta vertritt Anquetil die These, dass Zoroaster Urheber der Avesta sei. Anquetil hatte sich bereits im Januar 1762 in der Bodleian Library Auseinandersetzungen mit Jones’ späteren Professor John Swinton über die Interpretation asiatischer Texte geliefert. Kurz nach Erscheinen von Anquetils Zend-Avesta stellte Jones die Urheberschaft Zoroasters in Frage und griff Anquetil in einem auf Französisch verfassten Pamphlet scharf an.  Jones’ Pamphlet gab den Auftakt zu weiteren Polemiken zwischen britischen und französischen Orientalisten, die als „Anquetil-Jones-Streit“ die Diskussion um die Interpretation asiatischer Texte im letzten Drittel des 18. Jahrhunderts prägte.
Nach seiner 1783 erfolgten Versetzung an das Oberste Gericht von Bengalen in Kalkutta als einer von drei Richtern der Britischen Krone, erlernte Jones als einer der ersten Europäer von Einheimischen Sanskrit, die überlieferte Religions- und Literatursprache Indiens. Der Schweizer Orientalist und Mitglied der Asiatick Society Antoine Polier berichtet in der 1809 posthum erschienen Mythologie des Indous: „Ein glücklicher Zufall brachte mich mit einem Mann zusammen, der die nötigen Qualitäten besaß, um meine Unkenntnis in Sanskrit zu überbrücken und meinen Wunsch nach tiefgehender Unterweisung in den mythologischen, primitiven und grundlegenden Ansichten der Inder zu erfüllen. Dieser Mann hieß Ramtchund und war der Lehrer des berühmten Sir [William] Jones, der mein Freund war.“ Polier beschreibt Ramtchund als einen Sikh aus der Oberschicht, welcher sich ein umfassendes Wissen zu den Puranas angeeignet habe und stets in Begleitung von zwei schriftkundigen Brahmanen gewesen sei. Bevor Jones das Sanskrit erlernen konnte, musste er zunächst die Abneigung der Brahmanen überwinden, mit einem Nicht-Hindu die Sprache der heiligen Weden zu teilen.
Am 15. Januar 1784 gründete Jones mit weiteren 13 Kolonialbeamten in Kalkutta die Asiatick Society. Die Asiatick Society („Asiatische Gesellschaft von Bengalen“) war eine der ersten Gelehrtengesellschaften Europas zur Erforschung eines fremden Kontinents. Zu den Gründungsmitgliedern gehörte der Bhagavad-Gita-Übersetzer Charles Wilkins und der spätere Gouveurneur von Bombay Jonathan Duncan. In einem Brief an den Generalgouverneur von Fort William Warren Hastings beschreibt Jones den Zweck der Gesellschaft als „Erforschung der menschlichen und natürlichen Geschichte, des Altertums, der Künste und Wissenschaften Asiens“. Jones war bis zu seinem Tod Präsident der Asiatick Society. Als solcher hielt er einen jährlichen Vortrag vor den Gesellschafts-Mitgliedern zu seiner aktuellen Forschung und gab das ab Ende der 1780er erscheinende Journal Asiatick Researches heraus. Die Gesellschaft wurde mehrfach umbenannt in Asiatick Society of Bengal (1832–1935), The Royal Asiatick Society of Bengal (1936–1951) und Asiatic Society (1952–heute). Die Titelseite des Journals der Asiatic Society trägt bis heute Jones’ Konterfei.
Jones leistete mit der These eines gemeinsamen Ursprungs von Sanskrit, Persisch und den europäischen Sprachfamilien einen Beitrag zur Entstehung der vergleichenden Sprachwissenschaft. Ähnlichkeiten zwischen dem Griechischen, Latein und Sanskrit wurden jedoch bereits zuvor festgestellt von Filippo Sassetti, Andreas Jäger, Benjamin Schultze und Gaston-Laurent Cœurdoux. 1767 schickte der französische Orientalist Coeurdoux aus Indien ein Mémoire an die Académie des inscriptions et belles-lettres, das eine etymologische, phonetische und grammatische Ähnlichkeit zwischen Sanskrit, Griechisch und Latein nachweist. Für die Ähnlichkeit mit „la langue Sanskroutane“ nennt Coeurdoux sechs mögliche Erklärungen, darunter auch einen „gemeinsamen Ursprung“ (origine commune). In der englischsprachigen Forschung wird Jones dennoch meist als derjenige Orientalist dargestellt, der erstmals eine These von einer indoeuropäischen Ursprache aufgestellt habe. Zur leichteren Erlernbarkeit und zur Überprüfung seiner eigenen Schlussfolgerungen entwickelte Jones, der auch die Wichtigkeit phonetischer Vergleiche erkannt hat, ein Transkriptionssystem zur Darstellung von Sanskrit in lateinischen Buchstaben. Jones präsentierte seine These im Februar 1786 während eines Vortrags vor Mitgliedern der Asiatick Society:

“The Sanscrit language, whatever be its antiquity, is of a wonderful structure; more perfect than the Greek, more copious than the Latin, and more exquisitely refined than either, yet bearing to both of them a stronger affinity, both in the roots of verbs and the forms of grammar, than could possibly have been produced by accident; so strong indeed, that no philologer could examine them all three, without believing them to have sprung from some common source, which, perhaps, no longer exists; there is a similar reason, though not quite so forcible, for supposing that both the Gothic and the Celtic, though blended with a very different idiom, had the same origin with the Sanscrit; and the old Persian might be added to the same family […].”

„Die Sprache Sanskrit verfügt – abgesehen von ihrem Alter – über eine wundervolle Struktur; vollendeter als das Griechische, üppiger als das Lateinische und von eleganterer Verfeinerung als beide zusammen genommen. Hinzu kommt, dass Sanskrit zu beiden hinsichtlich der Verbwurzeln und grammatischen Formen eine stärkere Nähe aufweist, als dies allein durch Zufall hätte hervorgerufen werden können. Die Nähe ist so ausgeprägt, dass kein Philologe alle drei untersuchen könnte, ohne an einen gemeinsamen Ursprung zu glauben, der womöglich nicht mehr existiert. Es liegen ebenfalls – wenn auch etwas weniger überzeugende – Gründe vor, einen gemeinsamen Ursprung des Gotischen und Keltischen anzunehmen und auch das alte Persisch könnte der gleichen Familie hinzugefügt werden […].“

Eine Sammlung von Jones’ Werken wurde 1807 von John Shore in der dreizehnbändigen Reihe The works of Sir William Jones herausgegeben. Shore war ab 1793 Generalgouverneur von Fort William und damit Jones’ letzter Dienstherr in Indien. Jones war ein Anhänger der Whig-Partei mit einer kritischen Einstellung gegenüber dem britischen Königshaus. Der Sprachforscher Murray B. Emeneau bemerkt, dass Shore als prominenter Vertreter des British Empire solche Briefe und Schriften unterdrückt habe, die ein „radikales Bild“ (radical image) von Jones zeichnen. Stattdessen habe Shore solche Quellen bevorzugt, die Jones als einen aufrichtigen Wissenschaftler und integren Kolonialbeamten darstellen, der stets das Wohl des Britischen Weltreichs wie seiner indischen Untertanen im Blick gehabt habe. Der Anglizist Garland Cannon gab 1970 die zweibändige Sammlung The letters of Sir William Jones heraus. Im Gegensatz zu den von John Shore herausgegeben Works enthält Cannons Sammlung auch solche Briefe, die Jones Kritik gegenüber dem britischen Königshaus und Wertschätzung für die Eigenheiten indischer Religion zum Ausdruck bringen.

## Richter in Indien

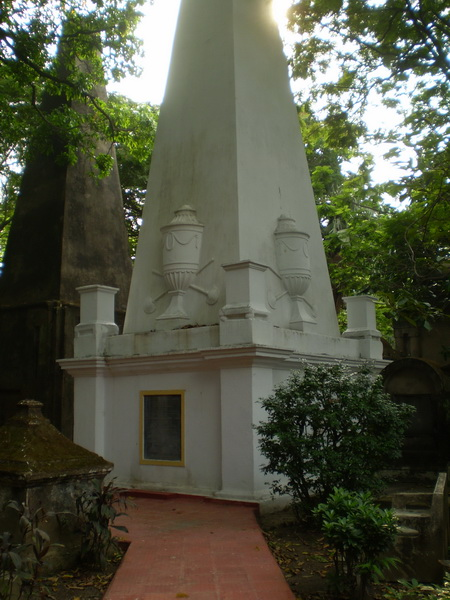
Das Grab von William Jones in Kalkutta

William Jones hatte bereits nach seinem Abschluss am Middle Temple eine Laufbahn als Richter am Obersten Gericht von Bengalen in Kalkutta angestrebt. 1783 erhielt Jones die ersehnte Berufung an das Oberste Gericht. Jones war bis zu seinem Tod im Jahr 1794 in Indien stationiert. Als Richter hatte Jones ein Jahreseinkommen von etwa 7.500 Pfund. Damit war das Einkommen von Jones 37-mal höher als das Durchschnittseinkommen eines Angestellten der East India Company mit über 20 Jahren Berufserfahrung (200 Pfund) und sogar 150-mal höher als bei einem Angestellten mit weniger als fünf Jahren Berufserfahrung (50 Pfund).
Jones war davon überzeugt, dass ein britischer Richter in Indien über ein genaues Verständnis indigener Rechtstexte verfügen müsse. Ein Rechtssystem müsse die Bräuche und Religion eines Volkes widerspiegeln. Deshalb sei das englische Common Law nur bedingt für Indien geeignet. Außerdem waren britische Richter in Indien auf die Übersetzung und Auslegung von indischen Rechtstexten durch einheimischer Experten angewiesen. Jones-Biograf Garland Cannon weist darauf hin, dass sich hierdurch Probleme für die Neutralität in der Rechtsprechung ergeben könnten, da „der indische Pandit oder maulvis grundsätzlich über keine Integrität verfügte oder bestechlich war […]“. Jones schätzte, dass er für die Übersetzung grundlegender Rechtstexte etwa drei Jahre lang zwei Pandits für sanskritisches und zwei Mawlawis für islamisches Recht sowie zwei Schreiber benötigen würde. Die Kosten dieses Übersetzerteams veranschlagte Jones auf 1.000 Rupien pro Monat. 1792 erschienen mit The Mahomedan law of succession to property of intestates und Al Sira’Jiyyah; Or, the Mohammedan law of inheritance  Übersetzungen zum islamischen Erbrecht. Zwei Jahre später veröffentlichte Jones die Institutes of Hindu Law. In den Institutes übersetzte Jones das in Sanskrit verfasste Gesetzbuch des Manu und einen dazugehörigen Kommentar von Kulluka Bhatta (etwa 1150–1300).
Jones’ Institutes hatten für die Rechtsprechung Britisch-Indiens im 19. und 20. Jahrhundert eine herausragende Bedeutung. Die Konzentration auf lediglich zwei Gesetzestexte hat zur Marginalisierung anderer hinduistischer Rechtstraditionen in der britischen Kolonialverwaltung beigetragen.
Jones befürwortete die Unabhängigkeit der Dreizehn Kolonien von Großbritannien und war laut einem seiner Biografen ein Verfechter der „universellen Freiheit für alle Völker“ In einem Brief an seinen amerikanischen Freund Arthur Lee schreibt Jones im Oktober 1786, dass die Einführung westlicher Freiheiten im derzeitigen Indien unmöglich sei:

“But your observation of the Hindu is too just: they are incapable of civil liberty; few of them have an idea of it; and those, who have, do not wish it. They must (I deplore the evil, but know the necessity of it) be ruled by an absolute power; and I feel my pain much alleviated by knowing the natives themselves […] are happier under us than they were or could have been under the Sultans of Delhi or petty Rajas.”

„Aber Ihre Auffassung von den Hindus ist zu gerecht: sie sind der bürgerlichen Freiheit nicht fähig; viele von ihnen haben keinen Begriff davon; und diejenigen, die einen haben, wollen sie nicht. Sie müssen (ich bedauere das Übel, weiß aber um seine Notwendigkeit) von einer absoluten Macht beherrscht werden; und ich fühle meinen Schmerz dadurch gelindert, zu wissen, dass die Eingeborenen selbst […] unter uns glücklicher sind als sie es unter den Sultanen von Delhi oder gemeinen Rajas hätten sein können.“

## Rezeption

### Mirza Abu Taleb Khan
Mirza Khan hatte als einer der ersten Inder von 1799 bis 1803 auf Einladung der East India Company eine „Grand Tour“ durch Europa absolviert. In seinem Reisebericht Masir Talib fi Bilad Afranji (um 1805) erwähnt der persischstämmige Besucher die Rezeption asiatischen Wissens durch europäische Orientalisten. In der englischen Übersetzung Travels of Mirza Abu Taleb Khan (1814) heißt es von diesen: „Sobald einer von ihnen die geringsten Einblicke […] in die Grundzüge einer fremden Sprache gewinnt, setzt er sich hin und fertigt über das Thema ein Werk an und mithilfe der Druckerpresse verbreitet er Bücher, die keinen höheren Wert als Kinderspielzeuge haben […].“ Diese Kritik treffe zum Teil auch auf Jones zu: „Es sei fern von mir, die überragenden Fähigkeiten und den engelsgleichen Charakter von Sir William Jones herabzusetzen; aber seine Persische Grammatik […] ist an vielen Stellen sehr fehlerhaft. Es ist äußerst bedauerlich, dass seine öffentlichen Ämter es ihm nicht gestattet haben, sie zu überarbeiten […].“

### Arthur Schopenhauer
In Die Welt als Wille und Vorstellung (1819) argumentiert Schopenhauer, dass die einzige a priori gegebene Wahrheit darin bestehe, dass jeder Erkenntnisvorgang in anschauendes Subjekt und angeschautes Objekt zerfalle. Hierzu zitiert Schopenhauer eine längere Passage aus Jones’ On the philosophy of the Asiatics im englischen Original:

„Wie früh hingegen diese Grundwahrheit von den Weisen Indiens erkannt worden ist, indem sie als der Fundamentalsatz der dem Vyasa zugeschriebenen Vedantaphilosophie auftritt, bezeugt W. Jones, in der letzten seiner Abhandlungen: on the philosophy of the Asiatics; Asiatic researches, Vol. IV, S. 164: the fundamental tenet of the Vedanta school consisted not in denying the existence of matter, that is of solidity, impenetrability, and extended figure (to deny which would be lunacy), but in correcting the popular notion of it, and in contending that it has no essence independent of mental perception; that existence and perceptibility are convertible terms.“

### Edgar Allan Poe
Für die Horror-Kurzgeschichte Berenice (1835) hat Edgar Allan Poe eine Anleihe bei Jones’ Übersetzungen persischer Gedichte genommen. Am Ende der Kurzgeschichte wird der Protagonist beim Lesen eines Gedichts von „Ebn Zaiat“ darauf hingewiesen, dass das Grab seiner Geliebten geschändet worden sei. Das von Poe zitierte Gedicht lautet: “Dicebant mihi sodales si sepulchrum amicæ visit arem visitarem curas meas aliquantulum fore levatas.” Die lateinische Übersetzung ist mit einem Asterisk versehen, der auf eine von Poe angefertigte Übersetzung am unteren Seitenrand verweist: “My companions told me I might find some little alleviation of my misery, in visiting the grave of my beloved.” Poe hat das Gedicht aus Jones’ Gedichtssammlung Poeseos Asiaticae Commentariorum Libri Sex entnommen. Die lateinische Übersetzung befindet sich bei Jones unter Ibn Zaiats in arabischer Schrift angegebenen Gedicht: “Dicebant mihi sodales, si sepulchrum amicae visitarem (curas meas aliquantulum fore levatas), / Dixi autem, An ideò aliud praeter pectus habet sepulchrum?”

### Sanjay Subrahmanyam
In Europe’s India (2017) untersucht der indische Historiker Sanjay Subrahmanyam den Prozess der Aneignung asiatischen Wissens durch europäische Orientalisten. Subrahmanyam bezeichnet Jones als „einen Richter und Bürokraten mit einer gewissermaßen übertriebenen Beurteilung seiner eigenen Fähigkeiten und Kompetenzen.“ Subrahmanyam begründet diese Kritik unter anderem damit, dass Jones beim Lesen und Übersetzen asiatischer Texte häufig auf Kenntnisse gebildeter Einheimischer zurückgreifen musste.

## Biografien zu Jones

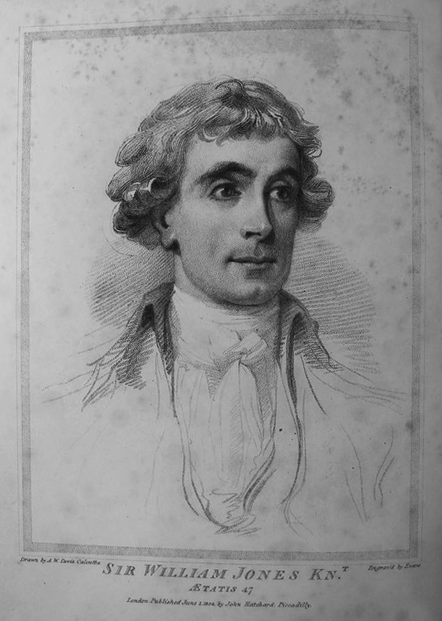
Frontispiz der Jones-Biografie von John Shore (1804)

Die erste Biografie über William Jones publizierte der Generalgouverneur von Fort William John Shore unter dem Titel Memoirs, of the life, writings and correspondence of Sir William Jones (1804). Die zweite Biografie, Sir William Jones, the Learned Oriental Scholar, legte Henry Morris 1901 vor. Zum 200. Geburtsjahr von Jones veröffentlichte der britische Orientalist Arthur John Arberry die 46 Seiten umfassende Biografie Asiatic Jones: The Life and Influence of Sir William Jones. Im gleichen Jahr gab die Royal Asiatic Society of Bengal die Festschrift Sir William Jones: bicentenary of his birth; commemoration volume, 1746–1946 heraus. Die vierte – und bislang umfassendste Biografie – legte der amerikanische Anglizist Garland Cannon 1990 vor. In The life and mind of Oriental Jones kritisiert Cannon, dass die Biografien von Shore und Morris aus Jones „eine Art christlichen Missionar“ machten und seine Bewunderung für den Hinduismus unterschlügen.

## Werke
- Ueber die Musik der Indier. Meyer und Marfurt, Erfurt 1802 (E-Book der Universitätsbibliothek Wien)